# Кривополянский сельсовет (Тамбовская область)
Кривополянский сельсовет — муниципальное образование со статусом сельского поселения в составе Бондарского района Тамбовской области Российской Федерации
Административный центр — село Кривополянье.

## История
В соответствии с Законом Тамбовской области от 17 сентября 2004 года № 232-З установлены границы муниципального образования и статус сельсовета как сельского поселения.

## Население
| 2010 | 2012 | 2013 | 2014 | 2015 | 2016 | 2017 |
| ---- | ---- | ---- | ---- | ---- | ---- | ---- |
| 548  | ↘492 | ↗516 | ↘512 | ↘481 | ↘455 | ↘446 |
| 2018 | 2019 | 2020 | 2021 |      |      |      |
| ↘426 | ↘398 | ↘384 | ↘360 |      |      |      |

## Состав сельского поселения
| № | Населённый пункт          | Тип населённого пункта       | Население |
| - | ------------------------- | ---------------------------- | --------- |
| 1 | Больше-Никольские Выселки | посёлок                      | ↘9        |
| 2 | Большое Никольское        | село                         | ↘14       |
| 3 | Бычки                     | село                         | ↘39       |
| 4 | Городище                  | село                         | ↘47       |
| 5 | Комаровка                 | деревня                      | ↘97       |
| 6 | Кривополянье              | село, административный центр | ↘285      |
| 7 | Фёдоровка                 | деревня                      | ↘44       |
| 8 | Хмелина                   | деревня                      | ↘7        |